# Una femmina
Una femmina è un film italiano del 2022 diretto da Francesco Costabile.
Ispirato a fatti realmente accaduti, in particolare la storia di Maria Concetta Cacciola e Giusy Pesce (quest'ultima tra le prime donne ad essersi ribellate alla 'Ndrangheta), il film nasce da un'idea di Edoardo De Angelis e Lirio Abbate ed è tratto dal libro inchiesta Fimmine ribelli, scritto dallo stesso Abbate, sulle donne vittime di violenza all'interno dell'organizzazione mafiosa.

## Trama
Rosa è una ragazza inquieta e ribelle, vive con sua nonna e suo zio in un paesino della Calabria tra monti e fiumare secche. La sua quotidianità viene improvvisamente stravolta da qualcosa che emerge dal suo passato, un trauma che la lega indissolubilmente alla misteriosa morte di sua madre. Cetta, è questo il nome di sua madre, muore misteriosamente quando Rosa è ancora bambina. Rosa conserva pochi ricordi, dietro quella morte vige la più assoluta omertà da parte della sua stessa famiglia.
In seguito ad un evento violento, l'aggressione ad una giovane prostituta da parte di suo cugino Natale, Rosa si riconnette a quel trauma infantile. Grazie all'incontro con Gianni, giovane guardiano del cimitero del paese, decide di scoprire la verità e riscattare la memoria di sua madre. Rosa si ritrova vittima di un destino già segnato, decide di tradire la sua famiglia e cercare la propria vendetta di sangue. Ma quando questa famiglia è la 'Ndrangheta ogni passo può rivelarsi fatale.

## Produzione
Le riprese si sono svolte a Verbicaro, comune in provincia di Cosenza, tra maggio e giugno del 2021 per cinque settimane complessive.

## Colonna sonora
La colonna sonora del film è firmata da Valerio Camporini Faggioni.
Davide Ambrogio ha firmato il brano L'accordo nella colonna sonora del film.

## Distribuzione
Il film è stato presentato in anteprima internazionale nella sezione ufficiale di "Panorama" al Festival di Berlino 2022, oltre a ricevere due candidature ai David di Donatello 2022 come miglior regista esordiente e miglior sceneggiatura adattata. Ha inoltre vinto la quarantesima edizione del Festival di Annecy Cinéma Italien i premi per il pubblico e la miglior interpretazione per Lina Siciliano.
Il film è stato distribuito nelle sale cinematografiche da Medusa Film il 17 febbraio 2022.

## Riconoscimenti
- 2022 - David di Donatello
  - Candidatura per il miglior regista esordiente a Francesco Costabile
  - Candidatura per la migliore sceneggiatura adattata a Lirio Abbate, Serena Brugnolo, Adriano Chiarelli e Francesco Costabile

- 2022 - Nastri d'argento
  - Premio Guglielmo Biraghi per la miglior attrice rivelazione dell'anno a Lina Siciliano
  - Candidatura per il miglior regista esordiente a Francesco Costabile
  - Candidatura per il miglior attore non protagonista a Fabrizio Ferracane

- 2022 - Globo d'oro
  - Miglior attrice a Lina Siciliano
  - Candidato a Miglior opera prima a Francesco Costabile

- 2022 - Festival internazionale del cinema di Berlino
  - Candidatura Panorama Audience Award
- 2022 - Cinema Italien Annecy
  - Miglior Interpretazione
  - Premio del Pubblico

- 2022 - Ciak d'oro[2][3]
  - Migliore manifesto
  - Candidatura a migliore esordio alla regia a Francesco Costabile

- 2022 - Ortigia Film Festival
  - Premio del Pubblico
  - Miglior attrice protagonista

- 2022 - Sudestival
  - Premio del Pubblico
  - Miglior Film

- 2022 - Bifest
  - Premio Mariangela Melato per la miglior attrice rivelazione a Lina Siciliano
  - Premio Alberto Sordi per il miglior attore non protagonista a Fabrizio Ferracane